# Зоран Живкович
Зоран Живкович (серб. Zoran Živković або Зоран Живковић; нар. 22 грудня 1960, Ніш) — сербський політик, економіст і підприємець.

## Біографія
Він закінчив Вищу школу економіки в Белграді. У другій половині 80-х років займався підприємницькою діяльністю. У 1992 році він приєднався до Демократичної партії, у 1994 році він був обраний її віце-головою. У 1997 вперше обраний депутатом Народних зборів. Після місцевих виборів у 1996 році став одним з лідерів протестів, які змусили визнати результати виборів, у 1997 році вступив на посаду мера міста Ніш, яку займав до 2000 року.
У листопаді 2000 року, після повалення Слободана Мілошевича, став міністром внутрішніх справ. У березні 2003 року він повинен був стати міністром оборони, однак, після вбивства прем'єр-міністра Зорана Джинджича стов на чолі сербського уряду, який він очолював до березня 2004. Він також виконував обов'язки лідера демократів до того ж року. Зоран Живкович пішов з активної політичної діяльності, але він заснував неурядову організацію, а також зайнявся імпортом аргентинських вин та журналістикою. У 2012 році, після обрання Драгана Джиласа новим головою демократів, вийшов з партії. У 2013 році він заснував свою власну партію під назвою «Нова партія», а рік потому отримав місце у парламенті від коаліції навколо Демократичної партії.